# Parcul Național Pirin
Parcul Național Pirin (în bulgară Национален парк "Пирин", transliterat: Naționalen park "Pirin"), numit inițial Parcul Național Vihren, cuprinde cea mai mare parte a Munților Pirin din sud-vestul Bulgariei, și acoperă o suprafață de 403,56 km². Este unul dintre cele trei parcuri naționale din țară, celelalte fiind Parcul National Rila și Parcul Național Balcanii Centrali. Parcul a fost înființat în 1962 și teritoriul său a fost extins de mai multe ori de atunci. Parcul Național Pirin a fost declarat loc al Patrimoniului Mondial UNESCO în 1983. Altitudinea variază de la 950 m până la 2.914 m în vârful Vihren, al doilea ca altitudine maximă din Bulgaria și al treilea din Balcani.
Parcul este situat în regiunea Blagoevgrad, regiunea din colțul sud-estic al țării, pe teritoriul a șapte comune: Bansko, Goțe Delcev, Kresna, Razlog, Sandanski, Simitli și Strumeani. Nu sunt locuri populate pe teritoriul parcului. Două rezervații naturale sunt situate în limitele de Parcul Național Pirin: Baiuvi Dupki–Djindjirița⁠(d) și Iulen⁠(d). Bayubi Dupki–Djindjirița este printre cele mai vechi din Bulgaria, înființată în anul 1934 și inclusă în Rețeaua Mondială de Rezervații ale Biosferei⁠(d) sub egida Programului Omul și Biosfera derulat de UNESCO. Întregul teritoriu face parte din rețeaua Natura 2000, a Uniunii Europene, de zone naturale protejate.
Pirin este renumit pentru cele 118 lacuri glaciare ale sale, dintre care cel mai mare și mai adânc este Lacul Popovo⁠(d). Multe dintre ele sunt situate în circuri glaciare⁠(d). Există și câțiva mici ghețari, cum ar Snejnika⁠(d), situat în circul adânc Golemia Kazan⁠(d) pe piciorul nordic abrupt al Vihrenului, și Banski Suhodol⁠(d). Ei sunt cei mai sudici ghețari din Europa.
Parcul Național Pirin se încadrează în ecoregiunea terestră a pădurilor montane de amestec ale Rodopilor⁠(d) din cadrul pădurilor temperate mixte și de foioase⁠(d) palearctice. Pădurile acoperă 57,3% din suprafața parcului și aproape 95% dintre ele sunt păduri de conifere. Vârsta medie a pădurilor este de 85 de ani. Cel mai bătrân copac din Bulgaria, pinul lui Baikușev⁠(d), se află în parc. Cu o vârstă aproximativă de circa 1.300 de ani, el este contemporan cu fondarea Primului Țarat Bulgar în 681 e.n. Fauna Parcului Național Pirin este diversă și cuprinde 45 de specii de mamifere, 159 de specii de păsări, 11 specii de reptile, 8 specii de amfibieni și 6 specii de pești.

## Istoria și administrația parcului
Parcul Național Pirin a fost înființat la 18 noiembrie 1962 pentru a conserva ecosistemele și peisajele naturale împreună cu comunitățile și habitatele lor de plante și animale. Denumită inițial Parcul Național Vihren, aria protejată avea la început 67,36 km². Teritoriul său a fost extins de mai multe ori până a ajuns la suprafața actuală, de 403,56 km² în 1999. În 1983, Parcul Național Pirin a fost adăugat la lista UNESCO de locuri ale patrimoniului mondial ca zonă de importanță naturală deosebită. Conform Constituției Bulgariei⁠(d), parcul este în proprietatea exclusivă a statului.
În conformitate cu clasificarea Uniunii Internaționale pentru Conservarea Naturii, parcul se încadrează în categoria a II-a⁠(d) de management (parc național), cu obiectiv principal protejarea ecosistemelor funcționale, permițându-se vizitarea de către oameni și infrastructura de sprijin. Întregul teritoriu al parcului este inclus rețeaua de zone naturale protejate Natura 2000 a Uniunii Europene. Parcul Național Pirin este listat ca arie importantă pentru biodiversitate și pentru păsări de către BirdLife International.
Parcul Național Pirin este administrat de o direcție din subordinea Ministerului Mediului și Apelor⁠(d) al Bulgariei, având sediul în orașul Bansko de la poalele nordice ale muntelui. În 2004, administrația parcului avea 92 de angajați. Există două centre de informare și de vizitare aflate în Bansko și Sandanski. Parcul este împărțit în șase sectoare: Baiuvi Dupki cu sediul în Razlog, Vihren cu sediul în Bansko, Bezbog cu sediul în Dobriniște, Trite Reki și Kamenița, ambele cu sediul în Sandanski, și Sinanița cu sediul în Kresna.

## Geografie

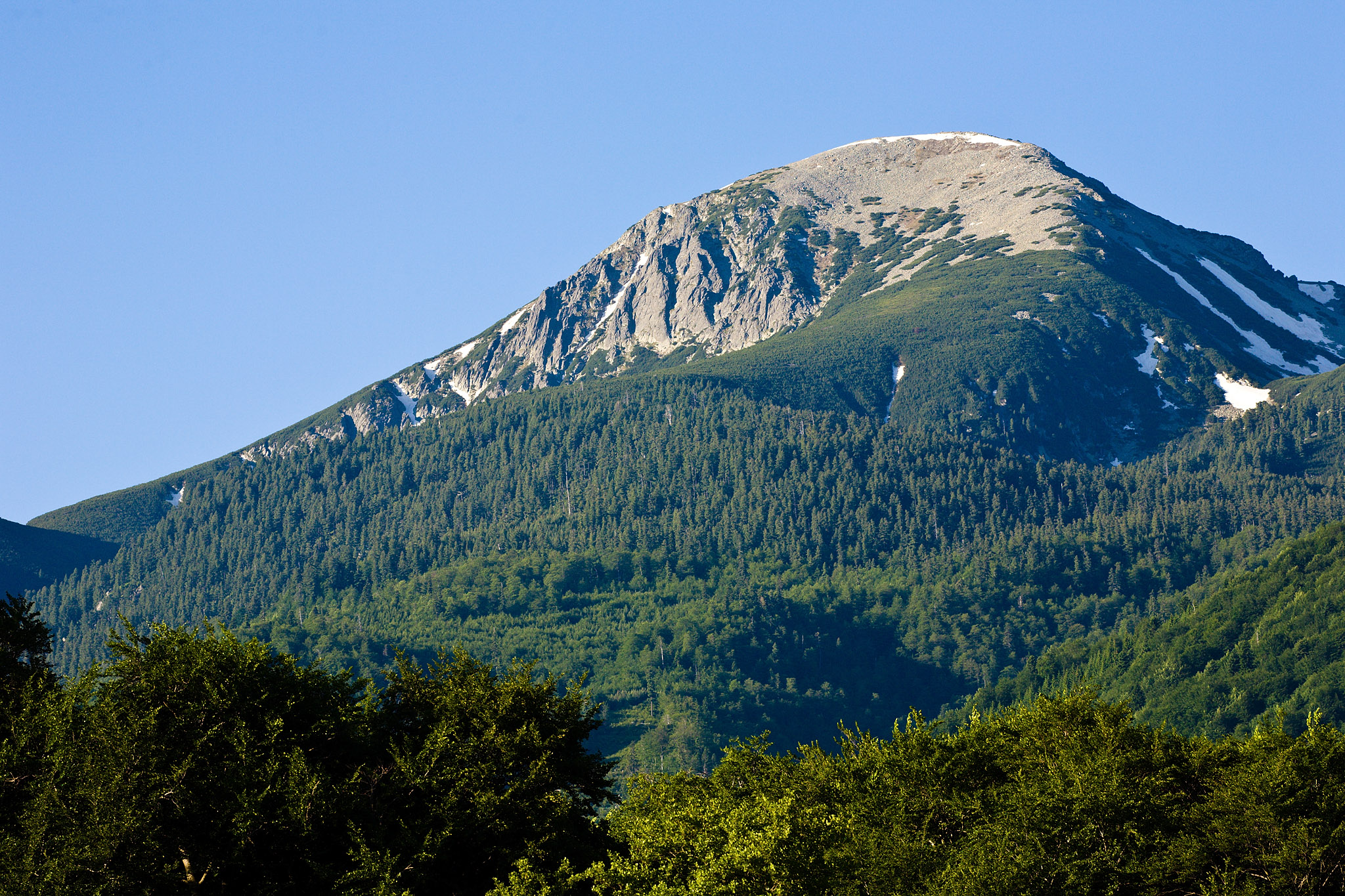
Dautov Vrăh, vara

Parcul Național Pirin cuprinde mare parte din masivul muntos omonim din sud-vestul Bulgariei, care face parte din Munții Rila–Rodopi. La nord este separat de lanțul muntos Rila prin șaua Predel⁠(d) și trecătoarea aflată la 1140 m altitudine, la est se întinde până în valea râului Mesta, cuprinzând și valea Razlog⁠(d), iar la sud șaua Paril⁠(d) (1170 m) formează limita cu lanțul Slaveanka⁠(d), la vest ajungând până în valea râului Struma. Parcul este situat în întregime în provincia Blagoevgrad, în comunele Bansko (36,6% din teritoriul parcului), Goțe Delcev (4,9%), Kresna (14,9%), Razlog (10,2%), Sandanski (30,7%), Simitli (2,3%) și Strumeani (0,4%).

### Relief și geologie
Tectonica Pirinului este în primul rând rezultatul evenimentelor și mișcărilor tectonice alpine precambriene și hercinice. Relieful actual al Pirinului a fost modelat în Pleistocen (de acum 2.588.000 de ani până acum 11.700 de ani), când muntele a fost supus glaciațiunii alpine legate de răcirea globală. Această glaciațiune s-a desfășurat în paralel cu cea din Alpi. Limitele ghețarilor au ajuns la 2.200–2.300 m. Toate formele glaciare din lanțul muntos se află în limitele Parcului Național Pirin.
Munții Pirin sunt împărțiți în trei secțiuni: nordică, centrală și sudică, cea nordică fiind cea mai înaltă și conținând toate formațiunile și lacurile glaciare. Parcul acoperă secțiunea de nord, ea însăși împărțită în două zone. Zona de nord este formată din creasta Vihren, abruptă, din marmură, cu cele mai înalte trei vârfuri montane: Vihren (2.914 m), Kutelo⁠(d) (2.908 m) și Banski Suhodol⁠(d) (2.884 m), precum și creasta Konceto⁠(d) (2.810 m). Zona de sud constă din creste de granit creste și cuprinde al patrulea vârf montan ca altitudine al Pirinului, Polejan⁠(d), la 2.851 m. Mai sunt alte 60 de vârfuri cu o altitudine de peste 2.600 m.

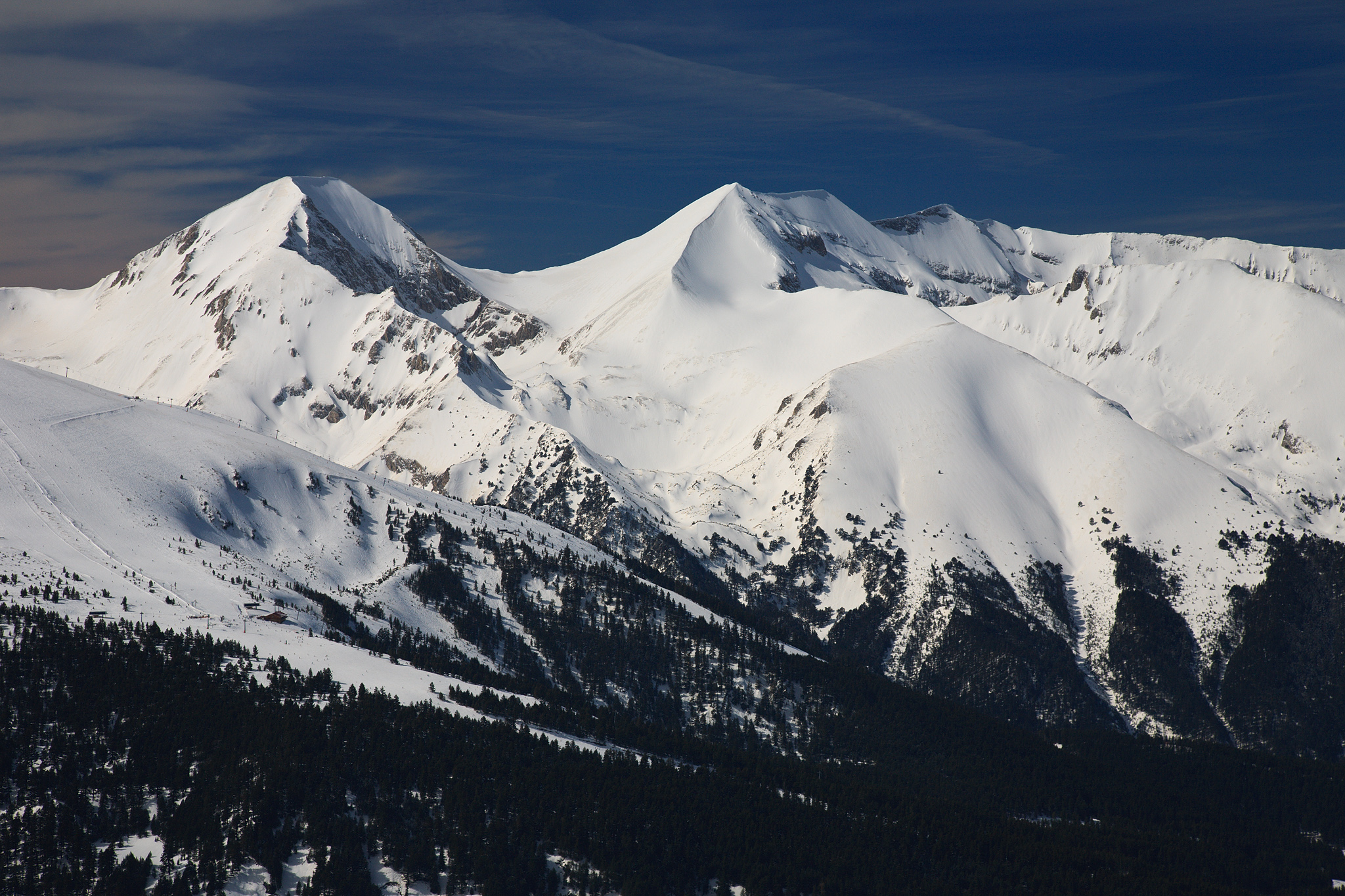
Peisaj de iarnă cu cel mai înalt vârf, Vihren

Relieful Parcului Național Pirin este alpin și extrem de fragmentat și se caracterizează prin pante abrupte, creste înalte și văi adânci. Punctul cel mai inalt este Vihren, la o altitudine de 2.914 m, al doilea cel mai mare vârf din Bulgaria și al treilea din Peninsula Balcanică, în timp ce cea mai mică altitudine din parc este de 950 m, în apropiere de Bansko. Aproape 60% din suprafața parcului este situată peste 2.000 m. Distribuția pe altitudine a teritoriului parcului este după cum urmează: până la 1.000 m — 1,64 m² (0,4%), 1.000–1.600 m — 51,09 km² (12,7%); 1.600–2.000 m — 121,08 km² (30%); 2.000–2.500 m — 198,31 km² (49,1%); peste 2.500 m – 31,45 m² (7.8%). Înclinația teritoriului parcului este abruptă — peste 90% din suprafața totală este clasificată ca abruptă (21–30°) sau foarte abruptă (peste 31°).
Din punct de vedere geologic, Pirinul este un masiv anticlinal format din roci metamorfice — gnais, biotit și șisturi cristaline, amfibolit⁠(d), cuarțit și marmură. Roci paleozoice granitoide⁠(d) se găsesc în zonele restricționate de la marginea Parcului Național Pirin. Rocile granitoide din cretacicul superior formează doi plutoni: Pirinul de Nord și Bezbog. Plutonul Prinul Central ajunge și el la marginile sudice ale parcului și datează din oligocenul superior⁠(d). Rocile granitoide acoperă 55% din teritoriul parcului.

### Clima

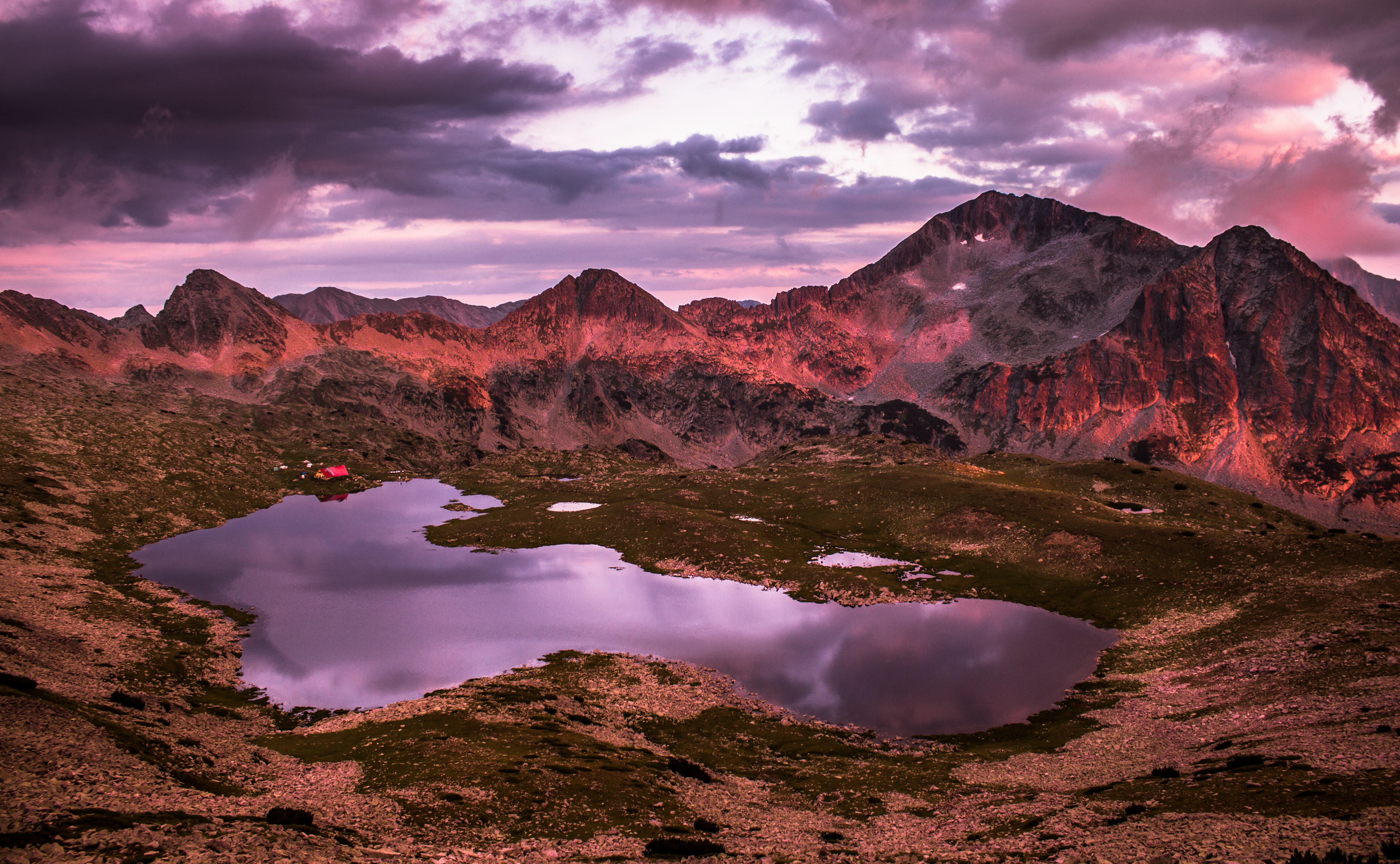
Apus de soare peste Lacul Tevno Vasilașko, cel mai mare și mai adânc din

Pirin se încadrează în zona de climă temperat-continentală și, datorită altitudinii mari, cele mai înalte sectoare au un climat alpin. Clima este influențată de cicloanele mediteraneene în principal toamna târziu și iarna, aducând precipitații frecvente și abundente, și de către anticiclonul Azorelor⁠(d) pe timp de vară, ceea ce face ca lunile de vară să fie calde și uscate. Relieful are o influență crucială asupra climei. Pirinul are trei zone climatice pe altitudine — cea joasă între 600 și 1.000 m (16% din suprafața totală), cea mijlocie între 1000 și 1.800 m (40%) și înaltă, la peste 1.800 m (44%). Temperatura scade cu altitudinea, fapt care este cel mai vizibil în timpul verii. Temperatura medie anuală este în jurul valorii de 9–10 °C în partea inferioară, 5–7 °C în cea mijlocie și 2–3 °C în cea mai înaltă. Luna cea mai rece este ianuarie, cu p temperatură medie între -5 și -2 °C. Luna cea mai caldă este iulie, cu temperatura medie de 20 °C la 1.600 m și 15 °C la 2.000 m. Inversiunile de temperatură, adică creșterea temperaturii cu altitudinea în locul scăderii, sunt observate în 75% din zilele de iarnă.
Rata anuală a precipitațiilor este de 600–700 mm în zonele de altitudine mai mică și de 1.000–1.200 mm în cele superioare. Precipitațiile apar mai ales în timpul iernii și primăvara, în timp ce vara este cel mai secetos anotimp. Umiditatea aerului este de 60–75% în luna august și 80–85 % în decembrie. În timpul iernii, precipitațiile sunt mai ales sub formă de zăpadă, variind de la 70–90% la altitudini mai mici până la 100% la cele mai mari. Numărul mediu anual de zile cu strat de zăpadă variază de la 20–30 până la 120–160. Cea mai mare grosime a stratului de zăpadă ajunge la 40–60 cm la 1.000–1.800 m în februarie și 160–180 cm mai sus de 1.800 m în martie (cu 190 cm pe Vihren). În unele ierni, grosimea stratului de zăpadă poate ajunge la 250–350 cm. Avalanșe se produc frecvent în timpul iernii.

### Hidrologia

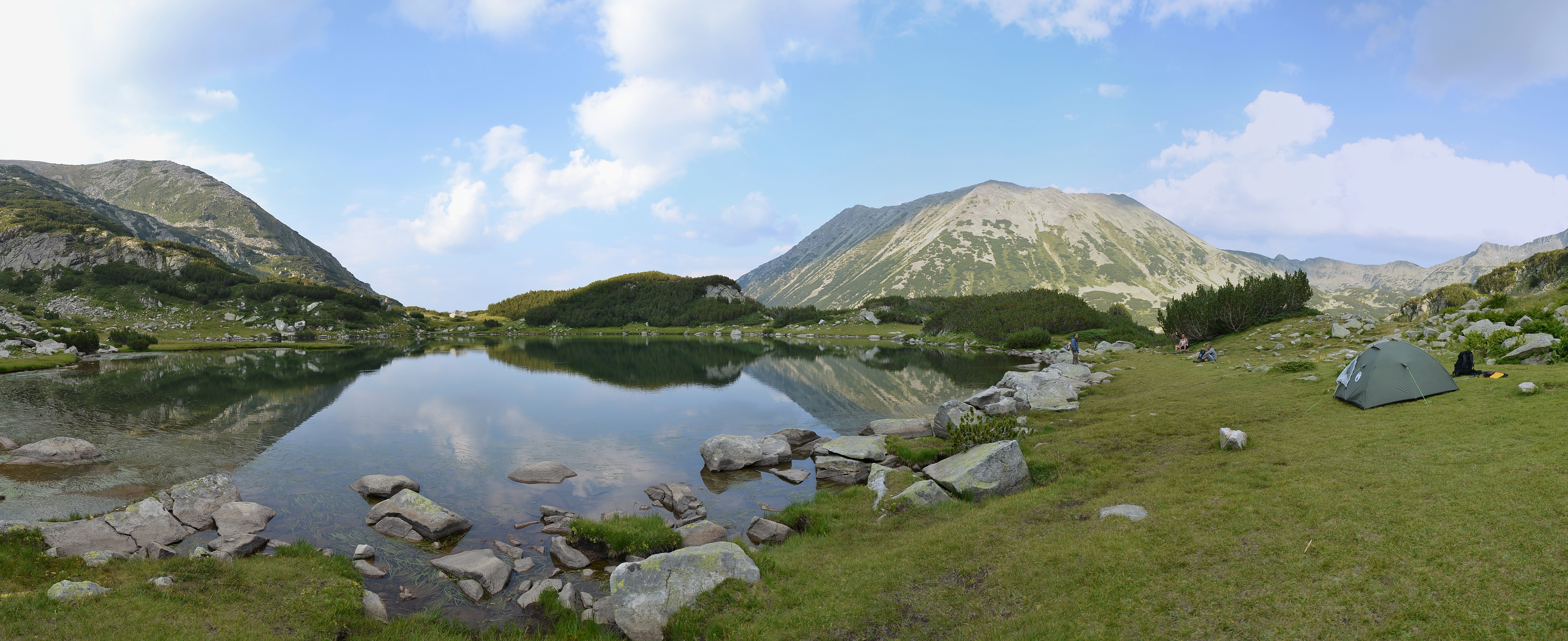
Lacul Muratovo și vârful

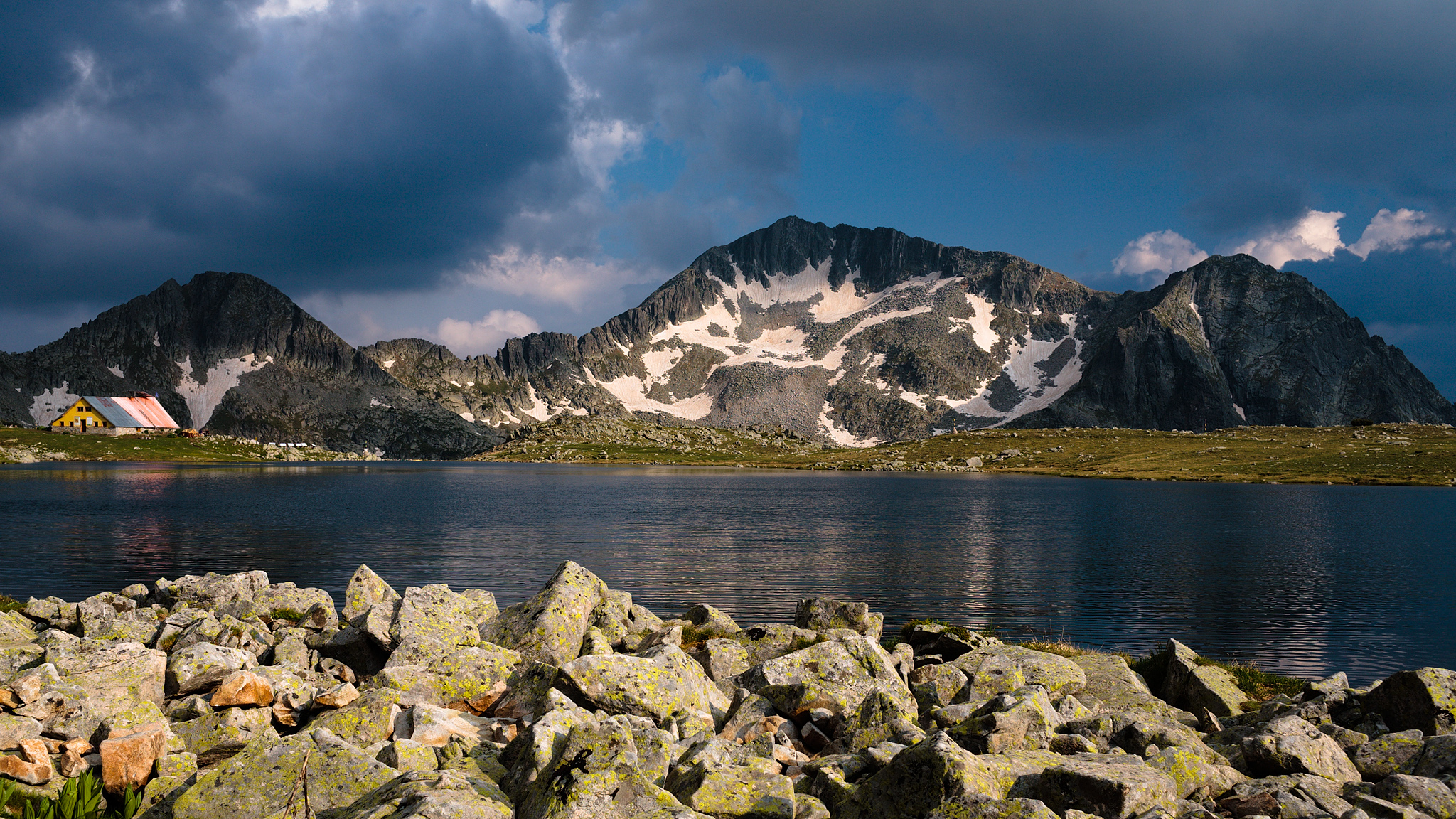
Vârful Kamenița de pe malul lacului Tevnoto

Teritoriul Parcului Național Pirin este aproape egal împărțit între bazinele râurilor Struma (206,06 km² sau 51,1%) și Mesta (197,5 km² sau 48,9%). Cumpăna apelor urmează creasta principală a muntelui, pe direcția nord-vest–sud-est. Din Pirin izvorăsc 10 afluenți ai Strumei, cel mai mare fiind Sandanska Bistrița, și alți 10 ai Mestei. Râurile sunt scurte, abrupte și cu debit mare. Ele formează numeroase cascade care, în general, nu sunt atât de mari ca cele din Rila sau din Munții Balcani. Cea mai mare este cascada Popinolașki⁠(d), de aproximativ 12 m. Debitul volumic de curgere mediu anual al râurilor parcului este 355,6 milioane m³, dintre care 188,5 milioane m³ sunt drenați de Struma și 167,1 milioane m³ de Mesta. În raport cu suprafața parcului, acest debit este de 2,3 ori mai mare decât media Munților Pirin și de 5,6 ori mai mare decât cea națională din Bulgaria.
Peisajul este presărat cu 118 lacuri glaciare permanente, convențional împărțite în 17 grupuri, între care se numără Lacurile Popovo⁠(d), Lacurile Kremenski⁠(d), Lacurile Banderișki⁠(d), Lacurile Vasilașki⁠(d), Lacurile Valeavișki⁠(d), Lacurile Ceairski⁠(d), Lacurile Vlahini⁠(d) și Lacurile Tipițki⁠(d). Cel mai mare dintre ele este lacul Popovo cu 123.600 m², al patrulea lac glaciar ca suprafață din Bulgaria. Cu o adâncime de 29,5 m, el este și cel mai adânc lac din Pirin și al doilea din Bulgaria. Situat la 2.710 m peste nivelul mării, lacul Polejan de Sus este lacul aflat la cea mai mare altitudine atât din Pirin, cât și din țară.
O altă rămășiță a ultimei Ere Glaciare sunt doi mici ghețari. Snejnika⁠(d) este situat în circul adânc Golemia Kazan⁠(d) pe piciorul nordic, abrupt, al Vihrenului și este cel mai sudic ghețar din Europa. Ghețarul Banski Suhodol⁠(d) este mai mare și situat mai la nord, sub creasta Konceto.

## Biologia

### Ecosistemele și pădurile

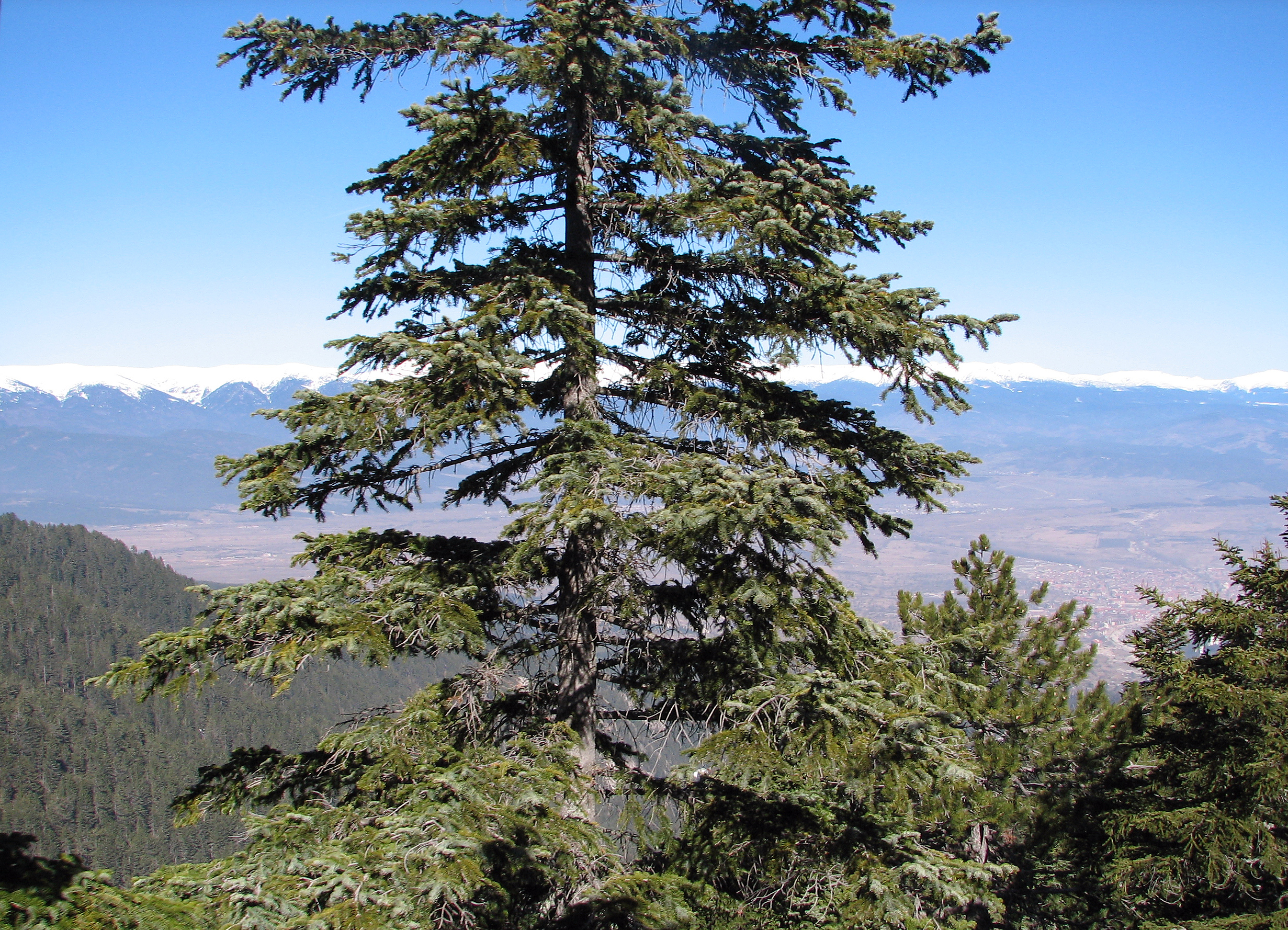
în Pirin

Parcul Național Pirin se încadrează în ecoregiunea terestră a pădurilor montane de amestec din Rodopi⁠(d) din cadrul pădurilor temperate de amestec și de foioase⁠(d) palearctice. Comunitățile de plante din parc pot fi clasificate în mai multe grupe principale: comunitățile găsite în jurul întinderilor de apă; comunitățile de arbuști din zona subalpină; pajiștile, inclusiv pajiștile subalpine și pășunile alpine; comunitățile forestiere; comunitățile de stâncă; și comunitățile cu caracter secundar, care sunt un rezultat al activității umane.
Pădurile acoperă 231,1 km², sau 57,3% din suprafața totală a parcului. Dintre acestea, 95% sunt păduri de conifere și 5% sunt păduri de foioase. Vârsta medie a pădurilor este de 85 de ani. În jur de 34,3% din teritoriul împădurit este acoperit cu copaci de peste 140 de ani. Cel mai bătrân copac din Bulgaria, pinul lui Baikușev⁠(d), de 1300 de ani din specia pin bosniac (Pin bosniac), se găsește în parc și a fost contemporan cu fondarea Primului Țarat Bulgar în 681 e.n.
Există 16 de specii de arbori; dintre ele, trei sunt taxoni endemici ai Balcanilor, cu areal limitat — bradul bulgăresc (Abies × borisii-regis⁠(d)), pinul macedonean (pin macedonean⁠(d)) și pinul bosniac (Pinus heldreichii). Cea mai mare suprafață este ocupată de jneapăn (Pinus mugo) – 59,62 km², pin macedonean (Pinus peuce) – 54,15 km², molid (Picea abies) – 23,79 km², fag european (Fagus sylvatica) – 10,98 km² și pin bosniac – 8,93 km². Speciile de pin macedonean și bosniac din Parcul Național Pirin constituie 42% și, respectiv, 52% din suprafața totală ocupată de ele în Bulgaria.

### Flora

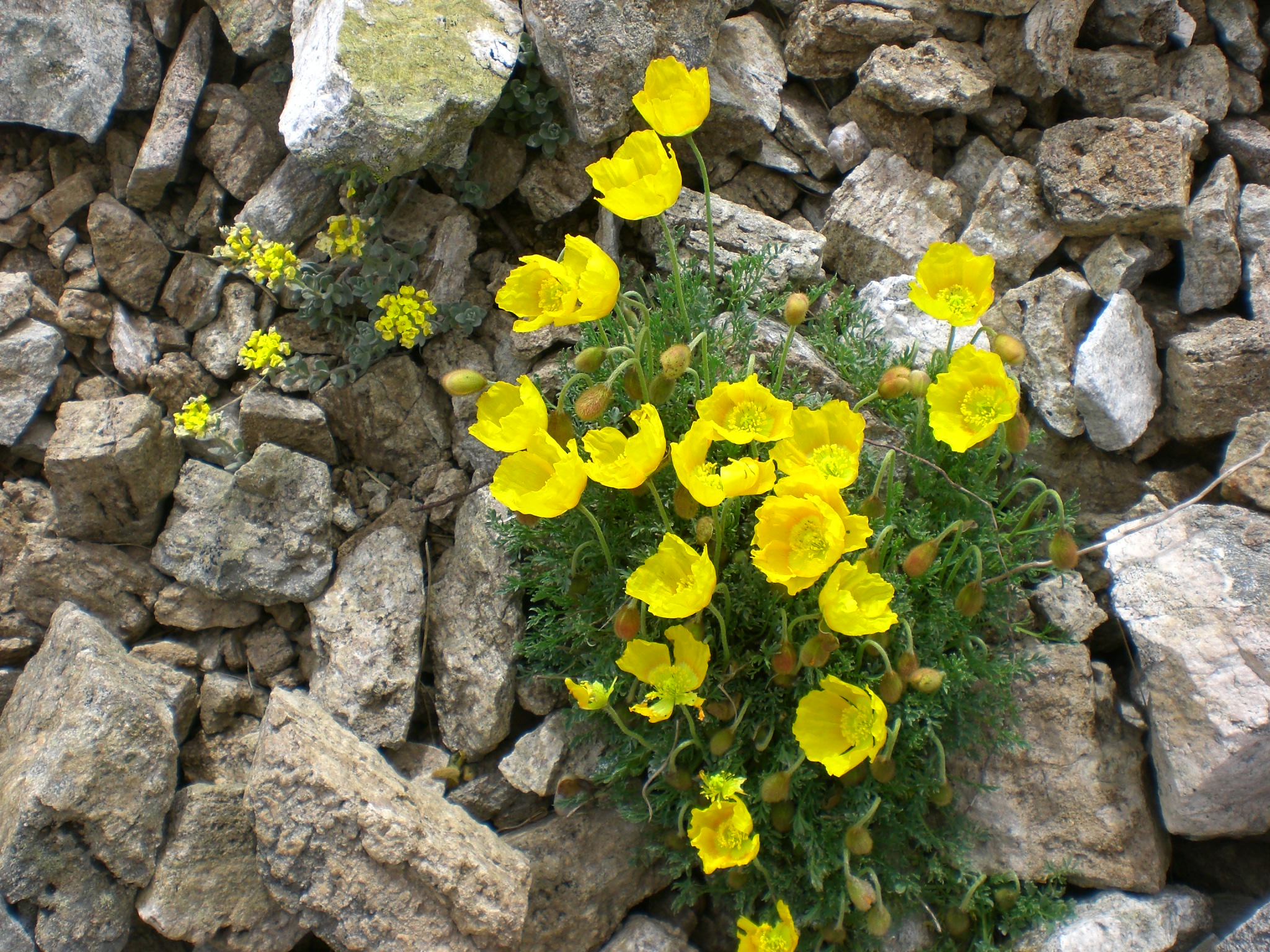
Macul de Pirin (Papaver degenii) este una dintre speciile endemice din parc.

Flora parcului este diversă și este caracterizată de un endemism pronunțat, datorat combinației între latitudinea geografică sudică și marile diferențe de altitudine. Relieful variat creează diferite medii ecologice pentru plante, diversificate și mai mult de tupurile dominante de roci care formează terenuri silicioase și calcaroase pe teritoriul parcului. Lacurile și pâraiele diversifică și ele condițiile, creând habitate de zone umede pentru specii higrofite.
Plantele nevasculare⁠(d) constituie cea mai puțin cercetată parte a florei Pirinului. Cele mai puțin studiate dintre ele algele, cu 165 de specii, inclusiv două specii endemice. Cea mai mare concentrație de specii de alge se găsește în grupurile de lacuri Popovo și Kremenski. Briofitele, inclusiv mușchii, sunt reprezentate de 329 de specii cunoscute. Numărul de specii de lichen este de 367, sau 52% din diversitatea totală a Bulgariei. Dintre ele, 209 specii se găsesc în pădurile de conifere și 156 — pe teren calcaros.
Speciile endemice care trăiesc doar în parc sunt: macul de Pirin (Papaver degenii), iarba de pășune pirinică (Poa pirinica), oxitropisul Urumov (Oxytropis urumovii), oxitropisul Kojuharov (Oxytropis kozuharovii), crețișoara de Banderișka (Alchemilla bandericensis), crețișoara de Pirin (Alchemilla pirinica), asineuma Kelererova (Asyneuma kellerianum), arenaria de Pirin (Arenaria pirinica), rogozul de Pirin (Carex pirinensis), margareta de Pirin (Erigeron vichrensis), lumânărica lui Davidoff (Verbascum davidoffii), păiușul pitic de Pirin (Festuca pirinica), brânca-ursului de Pirin (Heracleum angustisectum), sunătoarea Iavorkova (Rhinanthus javorkae), cimbrul de Pirin (Thymus perinicus), tulichina koșanină (Daphne kosanini).

### Fauna
Fauna vertebratelor din Parcul Național Pirin constă din 229 de specii. Numărul speciilor de mamifere este de 45. Distribuția speciilor de mamifere după ordin este după cum urmează: Insectivora – 5, Chiroptera – 16, Lagomorpha – 3, Rodentia – 7, Carnivora – 9 și Artiodactyla – 4. Șoarecele european de zăpadă este o specie relictă. Printre speciile cu cea mai mare valoare de conservare se numără ursul brun, lupul cenușiu, pisica sălbatică, jderul de copac, porcul mistreț, cerbul roșcat, căprioara și capra neagră. Mamiferele mici, în special rozătoarele și liliecii, nu sunt pe deplin studiate pe tot teritoriul parcului.
Numărul total al speciilor de păsări este 159. Dintre acestea, 91, sau 57%, sunt paseriforme. Trei specii sunt relicte — minunița, ciocănitoarea cu spate alb și ciocănitoarea de munte. Cei mai rari locuitori ai parcului sunt acvila țipătoare mică, din care o singură pereche cuibărește, acvila mică⁠(d), acvila de munte cu 2 până la 5 perechi, șerparul european cu două perechi, șoimul dunărean, șoimul călător cu trei perechi, cocoșul de munte, ierunca, potârnichea de stâncă, cristelul de câmp, sitarul de pădure și porumbelul de scorbură.

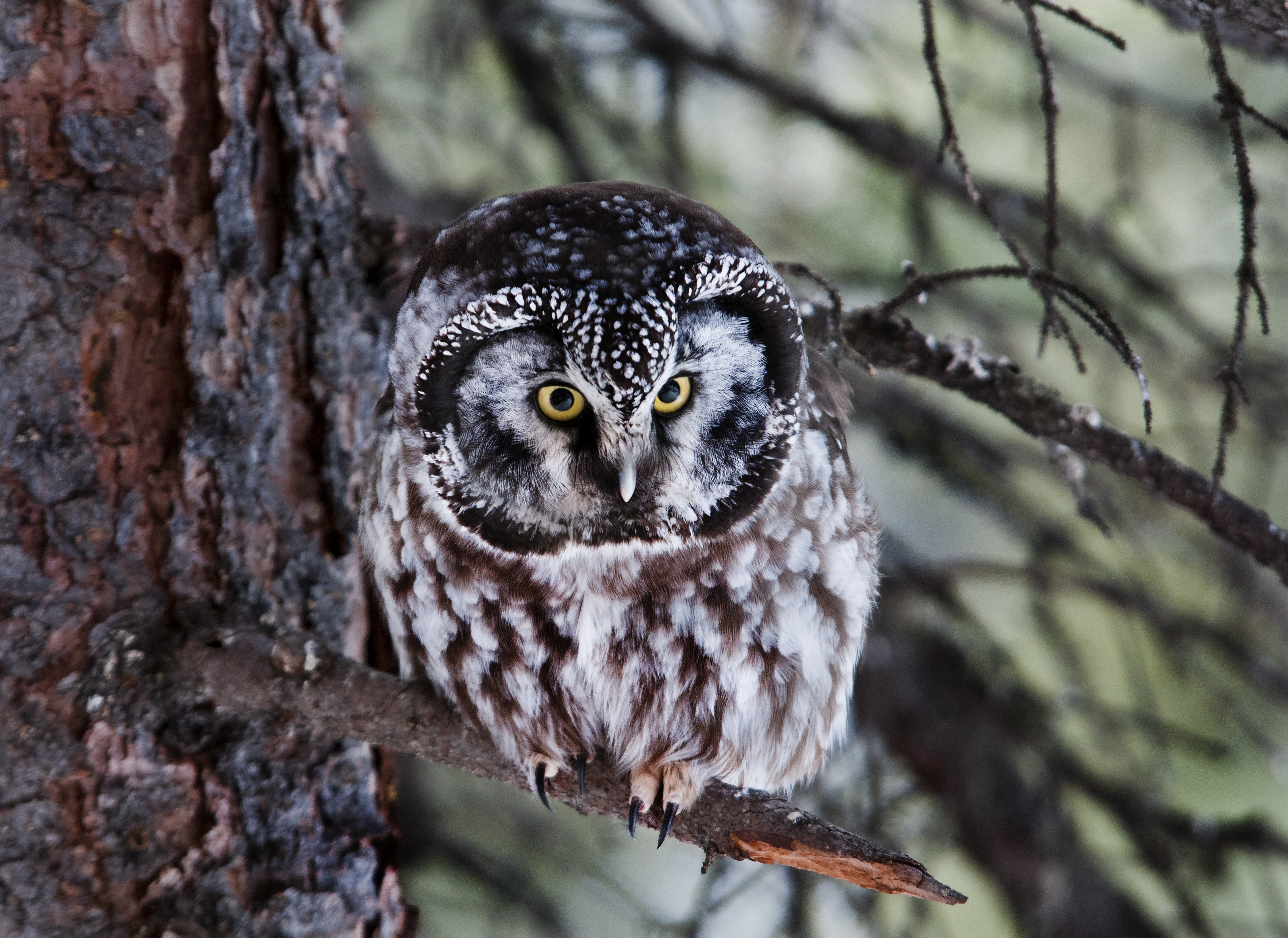
Minuniță

Sunt 11 specii dereptile și 8 de amfibieni. Există specii central-europene (salamandră de uscat, broască cu burta galbenă⁠(d), șarpe de alun), palearctice (broasca râioasă comună, broasca râioasă verde, broasca comună⁠(d)), euro-siberiene (brotăcel, viperă comună europeană, șarpe de casă, șopârlă de munte), irano-turanice⁠(d) (broasca de mlaștină), sud-europene (broasca agilă⁠(d)), euro-mediteraneene (gușterul), mediteraneene (șopârla de zid⁠(d)) și balcanice (șopârla de zid a lui Erhard⁠(d)).

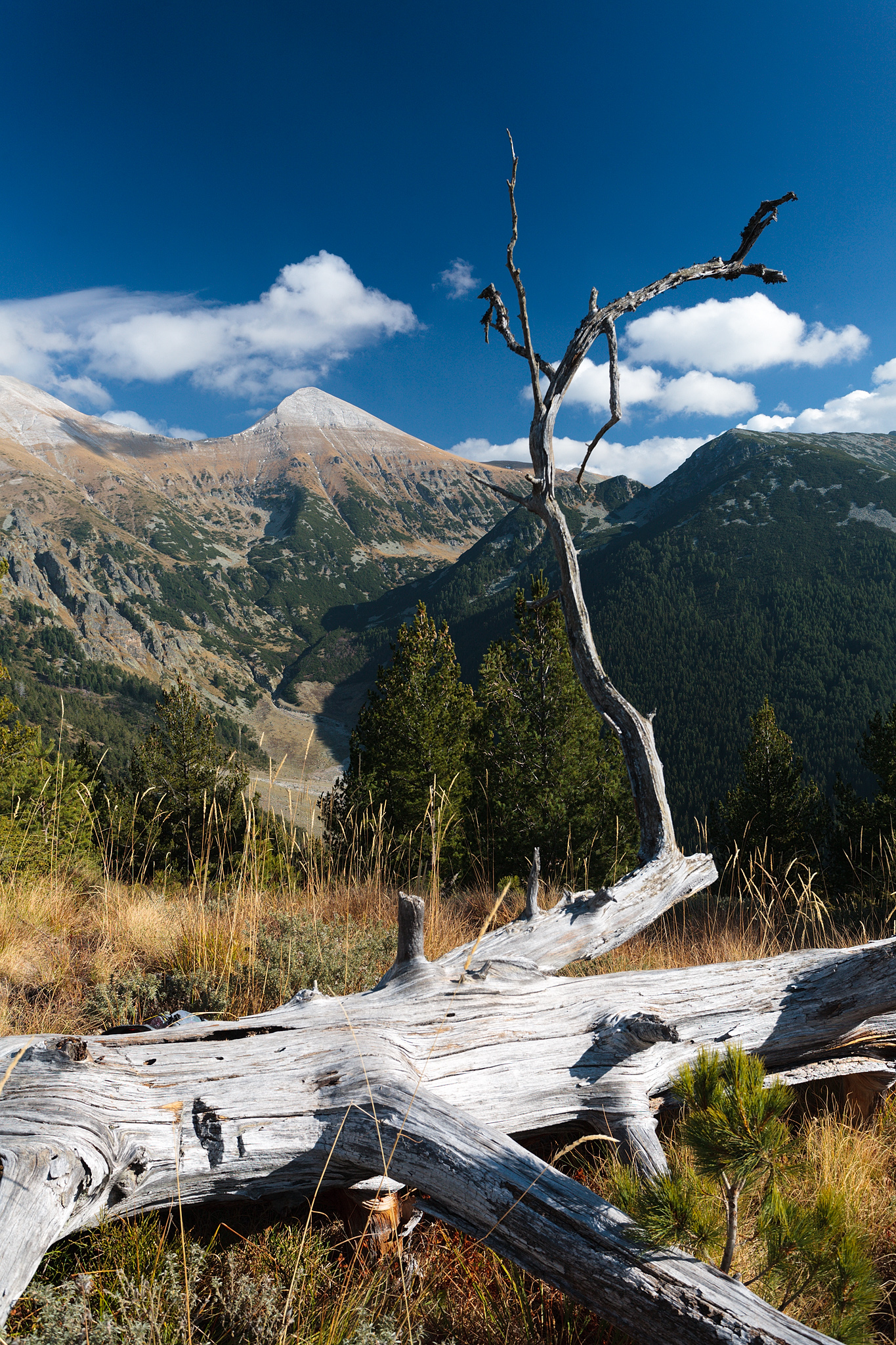
Habitat tipic în Pirin

Ihtiofauna cuprinde 6 specii de pești: boiștean, anghilă europeană (considerate pe cale de dispariție), clean dungat, păstrăv brun, păstrăv curcubeu și păstrăv fântânel. Numărul limitat de specii este determinat de altitudinea mare a parcului. Lacurile glaciare, râurile și cursurile superioare ale râurilor sunt locuite de puține specii de pești. Cleanul dungat este cunoscut numai în lacurile Kremenski și ar putea reprezenta, de fapt, o nouă specie nedescrisă încă.
Numărul de specii de nevertebrate identificate în Parcul Național Pirin este de 2.091, adică 40% din cele aproximativ 4500 de specii ce trăiesc în parc. Acestea sunt slab cercetate și nu există date suficiente pentru a evalua parametrii lor calitativi si cantitativi, chiar dintre principalele populații de specii endemice și relicte. Există 218 de specii endemice, 176 relicte și 294 de specii rare.
Araneaele sunt reprezentate de 321 de specii, sau 35% din totalul celor prezente în Bulgaria. Păianjenii preferă versanții nord-estici și sunt cel mai diverși în pădurile de conifere. Există 36 de specii de miriapode, sau 20% din totalul Bulgariei. Ele sunt răspândite mai ales în păduri și sunt mai rare în zonele alpine și subalpine. Moluștele sunt reprezentate de 89 de specii, 27% din totalul pe țară (cu excepția celor marine). Doar 2% din efemeropterele din Bulgaria se găsesc în parc — două specii. Numărul de specii de orthopteride⁠(d) este de 63, sau 30% din diversitatea națională. Cea mai mare diversitate se găsește în văile râurilor Banderița și Dameanița. Plecopterele sunt reprezentate de 40 de specii, formând 40% din diversitatea Bulgariei. Există 323 de specii de heteroptere, sau 32% din cele cunoscute în Bulgaria. Ele sunt cel mai diverse în zonele nordice ale parcului, în Rezervația Baiuvi Dupki–Djindjirița⁠(d). Coleopterele sunt 639 de specii, număr care se estimează că poate crește la 1800–1900. Neuropteridele⁠(d) sunt 25 de specii, 20% din totalul celor prezente în Bulgaria. Sunt 36 de specii de himenoptere, găsite mai ales la altitudinile joase. Trichopterele sunt 59 de specii, 24% din totalul pe Bulgaria. Lepidopterele sunt 449 de specii, dintre care 116 de fluturi și 333 de molii. Unii dintre cei mai spectaculoși fluturi sunt Apollo de munte (Parnassius apollo⁠(d)), Apolonul negru (Parnassius mnemosyne⁠(d)), Erosul albastru fals (Polyommatus eroides), Alconul albastru de munte (Phengaris rebeli⁠(d)), marele albastru (Phengaris arion⁠(d)), Nymphalis xanthomelas⁠(d), Boloria titania⁠(d), Coenonympha rhodopensis⁠(d), Euphydryas cynthia⁠(d) etc.

## Recreere

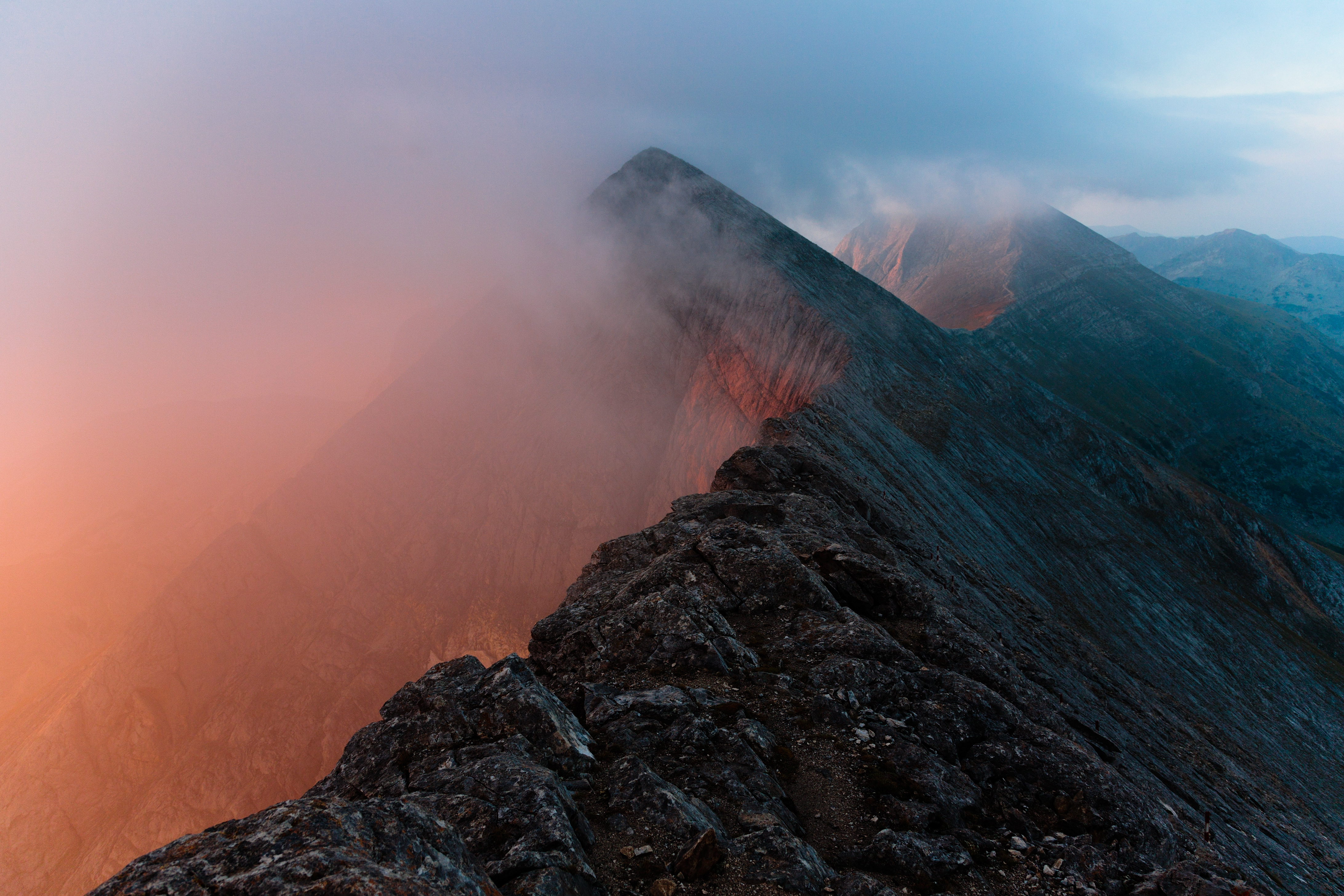
Cel mai dificil traseu de drumeții din parc duce de-a lungul crestei.

Parcul Național Pirin este o destinație turistică populară. Principalul centru de informare turistică se află în Bansko și găzduiește o expoziție interactivă despre pădurile parcului, permițând vizitatorilor să asimileze informații despre vegetația și fauna de acolo. Există și o sală de proiecție cu 30 de locuri, cu echipament multimedia. În 2002, pe teritoriul parcului erau 1837 de paturi, dintre care 885 se aflau în refugii montane, 214 în hoteluri, 124 în bungalouri și 615 în unități aparținând diferitelor departamente ale administrației de stat. Printre refugii se numără Bezbog, cel mai mare și mai modern; Banderița⁠(d), construcit în 1915 din ordinul țarului Ferdinand I al Bulgariei, și Vihren⁠(d).
Sunt 20 de trasee montane marcate în parc. Traseul nr. 1 face parte din poteca europeană de lungă distanță E4⁠(d) și traversează parcul urmând itinerariul Refugiul Predel–Refugiul Iavorov–Refugiul Vihren–Lacul Tevno–Refugiul Pirin–Pășunile Popov. Cel mai dificil traseu de drumeție urmează partea de sus a crestei Konceto, la o altitudine de aproximativ 2.810 m, între culmile Banski Suhodol (2.884 m) și Kutelo (2.908 m). Versantul de nord-vest al crestei Konceto este aproape vertical și prezintă o prăpastie de 300–400 m, în timp ce partea de sud-vest este mai puțin abruptă (aproximativ 30 de grade), dar ajunge la 800 m.

## Riscuri de mediu și de dezvoltare
Există mulți factori care amenință ecosistemele din parc. Carierele de piatră, incendiile de vegetație, exploatările forestiere industriale și ilegale, braconajul, excesul de utilizare a traseelor, accesul auto și, mai ales, stațiunile de schi prezintă riscuri importante pentru parc. 
A existat o dezvoltare constantă a infrastructurii de schi de la începutul anilor 1990 de-a lungul marginii de nord-est a lanțului muntos, mai ales în orașul Bansko, care a devenit stațiune de iarnă internațională. În 2003, mari porțiuni împădurite de la vârful Todorka și crestele din apropiere au fost defrișate pentru a începe construcția stațiunii care astăzi are 13 teleschiuri și 75 km de pârtii. Extinderea stațiunii a avut loc chiar dacă legislația parcului interzicea astfel de activități în interiorul lui. De când au început construcțiile, orașul Bansko a suferit de pe urma unor grave inundații provocate de râul Glazne, ca urmare a intervențiilor. 
În decembrie 2017, guvernul bulgar a modificat fără avertisment legislația parcului, permițând exploatarea comercială și construcția de drumuri și clădiri pe o suprafață de 50% din parc. Aceasta a stârnit un val de proteste împotriva deteriorării continue a locurilor din patrimoniul mondial, continuate în februarie și martie 2018. Protestele au fost susținute de Ska Keller, vicepreședinte al grupului Verzilor/EFA din Parlamentul European. În noiembrie 2017, pe World Wide Fund for Nature și alte ONG-uri locale au intentat un proces Ministerului Bulgar al Mediului și Apelor, aceștia considerând că planurile de dezvoltare a zonei încalcă reglementările de mediu.